# Píprava
Píprava é uma vila do distrito de Basti, no estado de Uttar Pradesh, na Índia.

## História
Em 1898, foi encontrada, na localidade, uma urna que, supostamente, teria abrigado as cinzas de Sidarta Gáutama, o fundador do budismo. 